# Linha Avtosavodskaia (metro de Níjni Novgorod)
Avtosavodskaia é uma das duas linhas do metropolitano de Níjni Novgorod na Rússia. Foi inaugurada em 1985 e circula entre as estações de Park Cultury e Gorhkovskaia. Tem um total de 11 estações.